# Parcs nationaux du Canada
Pour un article plus général, voir Aires protégées du Canada.
Ne doit pas être confondu avec Parcs nationaux du Québec.
| \| Akami-Uapishkᵘ–KakKasuak–Monts-Mealy Archipel-de-Mingan Aulavik Auyuittuq Banff Elk Island Forillon Fundy Glaciers Gros-Morne Gwaii Haanas Hautes-Terres-du-Cap-Breton Île-de-Sable Île-du-Prince-Édouard Îles-de-la-Baie-Georgienne Îles-Gulf Ivvavik Jasper Kejimkujik Kluane Kootenay Kouchibouguac Lacs-Waterton Mauricie Mille-Îles Mont-Revelstoke Mont-Riding Monts-Torngat Nááts'ihch'oh Nahanni Pacific Rim Péninsule-Bruce Pointe-Pelée Prairies Prince Albert Pukaskwa Qausuittuq Quttinirpaaq Sirmilik Terra-Nova Tuktut Nogait Ukkusiksalik Vuntut Wapusk Wood Buffalo Yoho Fathom Five Gwaii Haanas Marin Lac-Supérieur Saguenay–Saint-Laurent Thaidene Nëné \| Carte localisant l'ensemble des parcs nationaux du Canada. |
| Akami-Uapishkᵘ–KakKasuak–Monts-Mealy Archipel-de-Mingan Aulavik Auyuittuq Banff Elk Island Forillon Fundy Glaciers Gros-Morne Gwaii Haanas Hautes-Terres-du-Cap-Breton Île-de-Sable Île-du-Prince-Édouard Îles-de-la-Baie-Georgienne Îles-Gulf Ivvavik Jasper Kejimkujik Kluane Kootenay Kouchibouguac Lacs-Waterton Mauricie Mille-Îles Mont-Revelstoke Mont-Riding Monts-Torngat Nááts'ihch'oh Nahanni Pacific Rim Péninsule-Bruce Pointe-Pelée Prairies Prince Albert Pukaskwa Qausuittuq Quttinirpaaq Sirmilik Terra-Nova Tuktut Nogait Ukkusiksalik Vuntut Wapusk Wood Buffalo Yoho Fathom Five Gwaii Haanas Marin Lac-Supérieur Saguenay–Saint-Laurent Thaidene Nëné                                                                  |

Les parcs nationaux du Canada (en anglais : National Parks of Canada) sont constitués en 2023 de plus de quarante aires protégées, dont 47 parcs nationaux et réserves de parcs nationaux, un parc urbain national, quatre aires marines nationales de conservation et un site canadien. Le réseau des parcs nationaux comprend 171 lieux historiques nationaux, qui, comme les parcs, sont gérés par Parcs Canada.
L'objectif consiste à créer un réseau d'aires protégées qui représente toutes les différentes régions naturelles du pays. Parcs Canada, l'organisme public qui administre le système, a mis au point un plan identifiant les 39 différentes régions naturelles terrestres à représenter. Depuis 2009, Parcs Canada estime que le réseau est complété à 70 %. En 2023, l'agence estime représenter dans ses parcs et réserves de parcs un total de 31 régions naturelles du pays sur 39. Les parcs du Canada sont destinés en priorité à protéger l'intégrité écologique des parcs, et secondairement, à permettre au public d'explorer, d'apprendre et de profiter des espaces naturels du Canada.
Les parcs dénommés « réserve de parc national » deviendront des parcs nationaux une fois que les revendications territoriales autochtones en suspens seront résolues. Les parcs qui portent cette désignation sont notamment Pacific Rim, Kluane, Nahanni, Gwaii Haanas et Monts Torngat. En 2005, des études de faisabilité ont été réalisées en vue d'établir d'autres parcs nationaux dans quatre régions : Wolf Lake, dans le Yukon, dans l'Okanagan du Sud et près de la rivière Similkameen en Colombie-Britannique, au nord-ouest du Lac Winnipeg et dans les montagnes Mealy, au Labrador.
Les aires marines nationales de conservation (AMNC) sont une nouvelle addition au système des parcs. Ces zones ont un mandat différent de leurs homologues terrestres. Elles sont conçues pour une utilisation durable, mais elles contiennent aussi, en général, des zones conçues pour protéger leur intégrité écologique. Le Canada compte cinq AMNC, qui se trouvent en Ontario (Fathom Five, Lac-Supérieur), au Québec (Saguenay-St-Laurent), au Nunavut (Tallurutiup Imanga (en)) et en Colombie-Britannique (Gwaii Haanas).
Les parcs urbains nationaux sont également une nouveauté au sein des espaces protégés administrés par Parcs Canada. Le parc urbain national de la Rouge, créé en 2015, est ainsi pionnier en la matière. Cependant, des discussions ont cours avec plusieurs municipalités des grands centres urbains au pays pour créer de nouveaux parcs urbains nationaux.

## Caractéristiques
Le réseau des parcs nationaux du Canada est composé de 47 parcs nationaux et réserves de parcs nationaux et quatre aires marines nationales de conservation comprenant au total 32 187 860 hectares.

### Réserve de parc national
La réserve de parc national comporte la grande majorité des caractéristiques d'un parc national, notamment au niveau de sa gestion qui est la même, elle se distingue néanmoins de celui-ci en ce que son territoire fait l'objet d'au moins une revendication territoriale autochtone. Ces revendications territoriales sont habituellement en cours de négociation entre le gouvernement fédéral et l'autorité gouvernementale autochtone. Dans une réserve de parc national, les peuples autochtones qui sont concernés par une revendication peuvent continuer d'utiliser les terres pour y pratiquer la chasse, la pêche et le piégeage traditionnels. La Loi sur les parcs nationaux du Canada s'applique à la réserve de parc et y confère les mêmes protections. La négociation de la revendication territoriale permet d'ailleurs de convenir des conditions d'établissement et des limites du parc. Une fois la revendication réglée, la réserve de parc national peut devenir parc national. 

## Histoire
L'idée des parcs nationaux au pays commence par la découverte d'une source thermale par des employés du Canadien Pacifique en 1883. Un litige sur l'exploitation et la propriété de celles-ci incite le gouvernement à ériger la réserve de Banff Hot Springs (futur parc national de Banff) en 1885. À la suite du rapport des arpenteurs fédéraux, le gouvernement publia la loi sur le parc des Montagnes-Rocheuses convertissant cette dernière en parc national, sur le modèle du parc national de Yellowstone qui avait été établi 15 ans plus tôt. Durant les deux décennies suivantes, le gouvernement fédéral créa quatre autres parcs nationaux. Le but de ces premiers parcs n'était pas tant de préserver la nature du public, que de réserver une partie de cette dernière à l'usage public.
C'est le 19 mai 1911 que la première loi couvrant les parcs nationaux, la loi des réserves forestières et des parcs fédéraux, crée la direction des parcs du Dominion, le premier service de parcs nationaux au monde, une division du ministère de l'Intérieur. Cette dernière avait à sa première année d'opération un budget de 200 000 $CA, et employait sept personnes. Les parcs étaient visités par 50 000 visiteurs chaque année.

### Chronologie
- 1908 - 1912 - Quatre parcs nationaux en Alberta et en Saskatchewan, avec une mission comme refuges de faune, abolis avant 1947 une fois que leurs objectifs ont été atteints.
- 1930 - le Parlement du Canada passe la première Loi sur les parcs nationaux du Canada (en)[12] une loi pour assurer le respect des parcs nationaux.
- 1930 - Accord sur le transfert de ressources.
- 1979 - Révision de la politique des parcs nationaux pour préserver l'intégrité écologique des parcs du Canada, mettant fin à ce qui était désigné par « double-mandat aux utilisations récréatives ».
- 1984 - Premier parc national créé dans le cadre d'un Accord sur les revendications territoriales.
- 1988 - La loi sur les parcs nationaux est modifiée pour officialiser le principe de l'intégrité écologique des parcs.
- 1989 - La Société pour la nature et les parcs du Canada et les Fonds mondiaux pour la Nature (WWF) lance une campagne (Endangered Spaces Campaign) pour encourager l'achèvement du réseau des parcs nationaux. L'objectif de cette campagne est de protéger des parcs et des aires qui représentent chacun d'environ 350 régions naturelles du pays.

## Liste
Les 47 parcs nationaux et réserves de parcs nationaux du Canada couvrent au total 224 466 km2, ce qui représente 2,2 % de la superficie totale du pays. Le réseau des parcs nationaux est complété à 70 % complet. La coupe de bois, l'exploitation minière, pétrolière et énergétique ainsi que la chasse et le piégeage, y sont interdites. Le parc urbain national de la Rouge ainsi que les lieux historiques nationaux n'y sont pas inclus. 
- Parc appartenant au patrimoine mondial de l'Unesco
- Parc appartenant à une réserve de biosphère de l'Unesco
- Parc appartenant à un site Ramsar
- (R): Réserve de parc national

| Nom                                      | Image                                    | Localisation                                            | Création          | Superficie km2 | Notes |
| ---------------------------------------- | ---------------------------------------- | ------------------------------------------------------- | ----------------- | -------------- | --- |
| Akami-Uapishkᵁ–KakKasuak–Monts-Mealy (R) | Akami-Uapishkᵁ–KakKasuak–Monts-Mealy     | Terre-Neuve-et-Labrador 53° 24′ N, 59° 22′ O            | 2015              | 10 700,00      | |
| Archipel-de-Mingan (R)                   | Archipel de Mingan                       | Québec 50° 13′ N, 63° 10′ O                             | 29 juin 1984      | 150,70         | Situé au large de la Côte-Nord, l'archipel de Mingan est un archipel calcaire célèbre pour ses monolithes naturels sculptés par la mer et pour ses plantes rares. Il contient de nombreuses colonies d'oiseaux marins et est fréquenté par les phoques, les dauphins et les baleines. |
| Aulavik                                  |                                          | Territoires-du-Nord-Ouest 73° 42′ N, 119° 55′ O         | 19 février 2001   | 12 033,68      | Le site est situé au nord de l'île Banks et comprend des paysages variés allant des vallées fluviales fertiles aux déserts polaires. Il comprend aussi la rivière Thomsen, l'une des rivières navigables les plus au nord de l'Amérique. Il contient aussi l'une des plus grandes densités de bœufs musqués au monde et est fréquenté par le caribou de Peary, une espèce en péril. |
| Auyuittuq                                | Thor Peak                                | Nunavut 67° 30′ N, 66° 00′ O                            | 19 avril 1976     | 19 089,00      | Le site comprend un paysage arctique escarpé comprenant des calotte glaciaire, des vallées profondes et des fjords. Situé à la limite du cercle polaire arctique, il comprend entre autres le col Akshayuk, un important passage pour la faune arctique. |
| Banff                                    | Lac Moraine                              | Alberta 51° 36′ N, 116° 03′ O                           | 25 novembre 1885  | 6 641,00       | Créé à la suite d'une découverte d'une source thermale par des employés du Canadien Pacifique, le plus vieux parc national canadien comprend entre autres des vallées, des glaciers, des montagnes, des forêts et des rivières couvrant plus de 6 000 km2. Avec plus de trois millions de visiteurs, il est le parc national le plus fréquenté du pays. - Site du patrimoine mondial des parcs des montagnes Rocheuses canadiennes (1990)                                                                              |
| Elk Island                               | Bison Elk Island                         | Alberta 53° 36′ N, 112° 53′ O                           | 27 mars 1913      | 194,00         | Ce parc protège la forêt-parc à peuplier faux-tremble, l'un des habitats les plus menacés au Canada. On y retrouve des hardes de bisons, d'orignaux, de cerfs et de wapitis se promènent librement dans le parc. Il est aussi fréquenté par 250 espèces d'oiseaux. |
| Forillon                                 | Parc national de Forillon                | Québec 48° 54′ N, 64° 21′ O                             | 1974              | 244,80         | Ce site protège un élément représentatif des falaises, de la mer et des montagnes des monts Notre-Dame. Il contient de nombreuses colonies d'oiseaux marins ainsi que quelques plantes arctiques rares sous ces latitudes. |
| Fundy                                    | Parc national de Fundy                   | Nouveau-Brunswick 45° 37′ N, 65° 02′ O                  | 10 avril 1948     | 205,90         | Fundy protège l'un des derniers sites restés à l'état sauvage du sud du Nouveau-Brunswick. On y retrouve les collines Calédoniennes qui sont couvertes de conifères ainsi que la côte de la baie de Fundy, l'un des endroits où l'amplitude des marées est la plus forte au monde. - Réserve de biosphère de Fundy (2007) |
| Glaciers                                 | Parc national des Glaciers               | Colombie-Britannique 51° 16′ N, 117° 31′ O              | 10 octobre 1886   | 1 349,30       | Ce site protège une partie de la chaîne Columbia. Il protège de vieilles forêts de thuyas et de pruches ainsi que l'habitat de grands animaux, dont le caribou, la chèvre de montagne et le grizzly. Le parc contient aussi le col Rogers, qui constitua une étape importante lors de la construction du premier chemin de fer transcontinental du pays. |
| Gros-Morne                               | Parc national du Gros-Morne              | Terre-Neuve-et-Labrador 49° 41′ N, 57° 44′ O            | 1er octobre 2005  | 1 805,00       | Situé à l'ouest de Terre-Neuve, ce site est particulièrement reconnu pour sa richesse géologique et la beauté de ses paysages. Il représente un bon exemple de la tectonique des plaques et est l'un des rares endroits au monde où le manteau terrestre est exposé à l'air libre. Il possède aussi d'impressionnantes vallées sculptées par les glaciers. - Site du patrimoine mondial du parc national du Gros-Morne (1987)                                                                                          |
| Gwaii Haanas (R)                         | Windy Bay                                | Colombie-Britannique 52° 21′ N, 131° 26′ O              | 23 janvier 1996   | 1 495,00       | Ce site protège le sud de l'archipel de Haida Gwaii, un groupe d'îles présentant une flore et une faune différentes de celles que l'on retrouve sur le continent. L'île est aussi reconnue comme étant un lieu patrimonial haïda et comprend le site de SG̲ang Gwaay, où l'on peut observer des mats mortuaires de ce peuple. - Comprend le site du patrimoine mondial de SG̲ang Gwaay (1981) |
| Hautes-Terres-du-Cap-Breton              | Mont MacKenzie                           | Nouvelle-Écosse 46° 44′ N, 60° 31′ O                    | 1936              | 948,00         | Situé sur la piste Cabot, ce site comprend la côte, les falaises, les caps et le plateau du nord de l'île du Cap-Breton. La végétation va de la forêt acadienne à la taïga alpine, donnant au parc une combinaison unique d'espèces florales. |
| Île-de-Sable (R)                         | Île de Sable                             | Nouvelle-Écosse 43° 56′ N, 59° 55′ O                    | 2011              | 34,00          | |
| Île-du-Prince-Édouard                    | Parc national de l'Île-du-Prince-Édouard | Île-du-Prince-Édouard 46° 26′ N, 63° 12′ O              | 1937              | 27,00          | Le site protège les dunes, les cordons littoraux, les plages et les falaises de grès rouge du nord de l'Île-du-Prince-Édouard. On y retrouve aussi des espèces en péril comme l'aster du Saint-Laurent et le pluvier siffleur. Il contient finalement Green Gables et Dalvay-by-the-Sea, deux lieux historiques nationaux. |
| Îles-de-la-Baie-Georgienne               | Beausoleil Island                        | Ontario 44° 53′ N, 79° 52′ O                            | 1929              | 25,60          | Ce site protège 59 îles du sud de la baie Georgienne, dont la plus grande est l'île Beausoleil. Elles offrent un paysage sauvage du bouclier canadien. - Réserve de biosphère de la Baie Georgienne (2004) |
| Îles-Gulf                                | Mont Norman                              | Colombie-Britannique 48° 48′ N, 123° 19′ O              | 3 août 2010       | 34,40          | Le parc comprend 15 îles et de nombreux îlots situés au sud du détroit de Georgia. Il protège un élément représentatif de l'une des régions naturelles les plus menacées du pays. L'archipel présente un habitat précieux pour les phoques et les oiseaux de rivage. |
| Ivvavik                                  | Ivvavik                                  | Yukon 69° 05′ N, 139° 30′ O                             | 1984              | 10 170,00      | Ce site protège un élément représentatif du Nord du Yukon et du delta du Mackenzie. Il protège la zone de mise bas de la harde de caribous de la Porcupine. Il est le premier parc créé à la suite d'une entente avec les autochtones. |
| Jasper                                   | Glacier Athabasca                        | Alberta 52° 59′ N, 118° 06′ O                           | 14 septembre 1907 | 10 878,00      | Situé dans les Rocheuses, ce site protège des écosystèmes fragiles situés dans un paysage montagneux. Il est possible de visiter dans le parc les chutes Sunwapta, le glacier Athabasca, champ de glace Columbia ainsi que les sources thermales Miette. - Site du patrimoine mondial des parcs des montagnes Rocheuses canadiennes (1990) |
| Kejimkujik                               | Lac Kejimkujik                           | Nouvelle-Écosse 44° 23′ N, 65° 17′ O                    | 1967              | 426,95         | Ce site est le seul parc situé à l'intérieur des terres des provinces maritimes et offre un paysage ondoyant offrant un refuge à diverses espèces fauniques. Il s'agit aussi du seul site qui a été désigné en son entièreté lieu historique national, pour la présence dans celui-ci de nombreux sites archéologiques associés à la culture micmaque. - Réserve de biosphère de Southwest Nova (2001) |
| Kluane (R)                               | Lac Kathleen                             | Yukon 60° 27′ N, 139° 30′ O                             | 1976              | 22 013,30      | Le parc comprend une portion des montagnes Saint-Elias dont le mont Logan, la plus haute montagne du pays, et le mont Saint-Elias Il est recouvert à 82 % de montagnes et de glaciers, mais il est fréquenté entre autres par le mouflon de Dall, la chèvre de montagne et le grizzli. - Site du patrimoine mondial de Kluane–Wrangell-St Elias–Glacier Bay–Tatshenshini-Alsek (1979) |
| Kootenay                                 | Parc national Kootenay                   | Colombie-Britannique 50° 57′ N, 116° 02′ O              | 1920              | 1 406,40       | Située sur le versant ouest des Rocheuses, ce parc offre un paysage varié allant des prairies arides du sillon des Rocheuses au sommets enneigés de la ligne de partage des eaux. Le parc contient aussi des sources thermales et des canyons. On peut y observer le blaireau d'Amérique, le mouflon d'Amérique et le lynx du Canada. - Site du patrimoine mondial des parcs des montagnes Rocheuses canadiennes (1990)                                                                                                |
| Kouchibouguac                            | Kouchibougac                             | Nouveau-Brunswick 46° 52′ N, 64° 59′ O                  | 1969              | 239,20         | Située sur la côte du détroit de Northumberland, ce site offre une large gamme des paysages des basses-terres des Maritimes. Il contient une mosaïque de tourbières, de marais salés, d'estuaire, de lagunes, de friches et de forêts que l'on peut retrouver dans cette région naturelle. Il contient aussi la seconde colonie de Sterne pierregarin du continent, une population de pluvier siffleur, une espèce en péril et des colonies de phoques gris et communs.                                                |
| Lacs-Waterton                            | Waterton                                 | Alberta 49° 05′ N, 113° 52′ O                           | 20 mai 1895       | 505,00         | Jumelé avec le parc national américain de Glacier, ce site est l'un des rares endroits où la Prairie entre directement en contact avec les montagnes Rocheuses. Il est possible d'y observer à la fois des bisons, les grues du Canada, la chèvre de montagne et le grizzly. - Site du patrimoine mondial du parc international de la paix Waterton-Glacier (1995) - Réserve de biosphère de Waterton (1979) |
| Mauricie                                 | Le Passage                               | Québec 46° 48′ N, 72° 58′ O                             | 1970              | 536,10         | Ce parc présente un élément représentatif des Laurentides qui sont les racines d'une ancienne chaîne de montagne. Le paysage est parsemé de quelque 150 lacs localisés entre les forêts d'érable à sucre et de bouleau jaune. Il y est possible d'y observer l'ours noir, l'orignal et le plongeon huard. |
| Mille-Îles                               | Mille-Îles                               | Ontario 44° 27′ N, 75° 52′ O                            | 1904              | 8,30           | Le plus petit parc national du Canada protège une vingtaine des Mille Îles. On y retrouve de nombreuses espèces rares au Canada ainsi qu'une histoire naturelle et humaine complexe. - Réserve de biosphère de l'arche de Frontenac (2002) |
| Mont-Revelstoke                          | Mont Revelstoke                          | Colombie-Britannique 51° 06′ N, 118° 04′ O              | 1914              | 259,70         | Situé dans la chaîne Selkirk, ce site comprend une portion de la forêt pluviale de l'intérieur ainsi que des prés alpins. On peut y observer le grizzly et le caribou. |
| Mont-Riding                              | Mont Riding                              | Manitoba 50° 53′ N, 100° 15′ O                          | 1929              | 2 973,10       | Le parc, situé sur l'escarpement du Manitoba, comprend une portion de la forêt boréale située au cœur des prairies manitobaines. On peut y observer le loup, l'orignal, le wapiti et l'ours noir. - Réserve de biosphère du Mont Riding (1986) |
| Monts-Torngat                            | Fjord Nachvak                            | Terre-Neuve-et-Labrador 59° 26′ N, 63° 42′ O            | 1er décembre 2005 | 9 700,00       | Dans le « lieu habité par les esprits », qui a été visité par les Inuits et leurs prédécesseurs, on rencontre les plus hautes montagnes de l'Est du Canada. On peut y observer des glaciers et des fjords. Il est fréquenté par l'ours blanc, le caribou, l'ours noir et le lièvre arctique. |
| Nááts'ihch'oh (R)                        | Nááts'ihch'oh                            | Territoires du Nord-Ouest                               | 22 août 2012      | 4 850          | |
| Nahanni (R)                              | Chutes Virginia                          | Territoires du Nord-Ouest 61° 36′ N, 125° 41′ O         | 1976              | 30 000,00      | Ce site protège une section des monts Mackenzie qui comprend quatre canyons de la rivière Nahanni Sud, la chute Victoria ainsi que des sources thermales. Sa végétation est composée de toundras alpines et de forêts d'épinettes et de peupliers faux-trembles. Il est fréquenté par le caribou, le carcajou et l'orignal. - Site du patrimoine mondial du parc national Nahanni (1978) |
| Pacific Rim (R)                          | Parc national Pacific Rim                | Colombie-Britannique 49° 04′ N, 125° 40′ O              | 1970              | 514,74         | Le parc est situé à l'ouest de l'île de Vancouver. Il comprend une forêt pluviale tempérée et une grande diversité de paysages marins. Il est reconnu pour le sentier de la Côte-Ouest, un sentier de 75 km traversant la forêt pluviale. - Réserve de biosphère de Clayoquot Sound (2000) |
| Péninsule-Bruce                          | Grotto                                   | Ontario 45° 14′ N, 81° 36′ O                            | 1987              | 154,00         | Situé sur l'escarpement du Niagara, le parc comprend un paysage sculpté par l'érosion du calcaire. Il contient 43 des 60 espèces d'orchidées de l'Ontario et des thuyas âgée de plus de 800 ans. Il est fréquenté par l'ours noir, le cerf de Virginie et le massasauga. - Réserve de biosphère de l'Escarpement du Niagara (1990) |
| Pituamkek (R)                            |                                          | Île-du-Prince-Édouard 46° 37′ N, 63° 47′ O              | 2024              |                | |
| Pointe-Pelée                             | Pointe Pelée                             | Ontario 41° 58′ N, 82° 35′ O                            | 1918              | 15,20          | La pointe Pelée est située à l'extrémité sud du Canada, sur le lac Érié. Malgré sa petite taille, il protège un élément de la forêt carolinienne qui comprend pas moins de 70 espèces d'arbres, 27 espèces de reptiles, 20 espèces d'amphibiens et 370 espèces d'oiseaux. Il s'agit d'un lieu très fréquenté lors des migrations printanière et automnale du papillon Monarque et des oiseaux. - Site Ramsar de la Pointe Pelée (1987)                                                                                 |
| Prairies                                 | Frenchman River Valley                   | Saskatchewan 49° 07′ N, 107° 26′ O                      | 1988              | 906,40         | Ce parc située à l'extrémité sud de la Saskatchewan protège la prairie mixte. Il est situé à l'endroit où Sitting Bull a trouvé refuge au Canada après la bataille de Little Big Horn. Le parc protège l'un des écosystèmes les plus menacés du pays, ce qui a amené la réintroduction du putois d'Amérique et du bison. |
| Prince Albert                            | Parc national de Prince Albert           | Saskatchewan 53° 57′ N, 106° 22′ O                      | 1927              | 3 874,30       | Prince Albert est situé au centre de la Saskatchewan et protège une portion de la forêt boréale. Il est connu comme étant l'endroit où Grey Owl a écrit la majorité de son œuvre littéraire. On y retrouve aussi une population de bison ainsi que la seconde colonie de pélicans blancs au Canada. |
| Pukaskwa                                 | Horseshoe Bay                            | Ontario 48° 15′ N, 85° 55′ O                            | 1971              | 1 877,80       | Situé sur la rive Nord-Est du lac Supérieur, le parc protège un élément représentatif de la forêt boréale du bouclier canadien. Le seul parc sauvage de l'Ontario offre une vue panoramique sur le lac Supérieur, le plus grand au monde. |
| Qausuittuq                               | Qausuittuq                               | Nunavut 76° N, 100° O                                   | 2015              | 11 000,00      | |
| Quttinirpaaq                             | Quttinirtaaq                             | Nunavut 82° 13′ N, 72° 13′ O                            | 16 septembre 1988 | 37 775,00      | Quttinirpaaq est situé au nord de l'île d'Ellesmere et protège un paysage recouvert de calottes glaciaires et une terre désertique à l'exception du lac Hazen et du fjord Tanquary qui sont peuplés d'une flore arctique. Il est fréquenté par l'ours blanc, le caribou de Peary et le bœuf musqué. |
| Sirmilik                                 | Monts Byam Martin                        | Nunavut 72° 50′ N, 80° 35′ O                            | 19 février 2001   | 22 107,32      | Sirmilik est divisé en trois zones distinctes, soit l'île Bylot, la baie Oliver et la péninsule Borden, les trois étant situés au nord de l'ile de Baffin. Le parc comprend d'importantes colonies aviaires ainsi que d'importantes populations d'ours blanc, de morse et de narval. |
| Terra-Nova                               | Terra Nova                               | Terre-Neuve-et-Labrador 48° 32′ N, 53° 55′ O            | 1957              | 399,90         | Située à l'Est de Terre-Neuve, Terra-Nova protège un élément représentatif de la forêt boréale. Le paysage est composé de baies découpées et de collines ondoyantes. On y retrouve aussi 12 des 14 espèces de mammifères de l'île ainsi que 200 espèces d'oiseaux. |
| Thaidene Nëné                            | Thaidene Nëné                            | Territoires-du-Nord-Ouest 62° 30′ N, 111° 00′ O         | 2019              | 14 305,00      | |
| Tuktut Nogait                            | Rivière Hornaday                         | Territoires-du-Nord-Ouest 69° 15′ N, 122° 01′ O         | 1998              | 18 181,00      | Tuktut Nogait protège des toundras ondulantes, des rivières sauvages et des canyons escarpés. Il comprend l'aire de mise bas des caribous de la harde Bluenose de l'Ouest, des loups, des grizzlis et des bœufs musqués. On y retrouve plus de 360 sites archéologiques de la culture de Thulé, ancêtre des Inuits. |
| Ukkusiksalik                             | Ukkusiksalik                             | Nunavut 65° 30′ N, 88° 54′ O                            | 23 août 2003      | 20 558,00      | Ukkusiksalik est située sur les rives de la baie Wager qui fait 100 km de long. Il protège les eskers, les vasières, les falaises et la toundra côtière autour de cette baie. Cette région fut habitée par les Inuits du XIe siècle aux années 1960 et y ont laissé p500 sites archéologiques. |
| Vuntut                                   | Parc national Vontut                     | Yukon 68° 25′ N, 139° 47′ O                             | 1995              | 4 345,00       | Vuntut est située sur le territoire de la harde de caribous de la Porcupine. Il protège la plaine d'Old Crow qui sert de lieu de reproduction et d'aire de repos à un demi-million d'oiseaux. On y retrouve aussi la plus grande concentration de grizzlis au monde. Il est situé sur le territoire de chasse des Gwitchins où l'on retrouve des vestiges des clôtures à caribous qu'ils utilisaient pour la chasse. - Site Ramsar de la plaine d'Old Crow (1982)                                                      |
| Wapusk                                   | Ours polaire                             | Manitoba 57° 46′ N, 93° 22′ O                           | 26 mars 2010      | 11 475,00      | Wapusk est située sur la côte Ouest de la baie d'Hudson, entre Churchill et York Factory. Il protège la plus grande tourbière d'Amérique du Nord ainsi que l'une des plus importantes zones de mise bas de l'ours blanc. On y rencontre aussi l'oie des neiges, le caribou, le loup et l'orignal. |
| Wood Buffalo                             | Parc national de Wood Buffalo            | Alberta Territoires du Nord-Ouest 59° 04′ N, 113° 16′ O | 18 décembre 1922  | 44 802,00      | Wood Buffalo protège le plus grand troupeau sauvage de bison d'Amérique ainsi que le seul lieu connu de reproduction de la grue blanche. Le parc contient aussi une partie du delta Paix-Athabasca, un vaste delta intérieur, des plaines salées, ainsi que des karsts gypseux, le tout situé dans une forêt boréale presque intacte. - Site du patrimoine mondial du parc national Wood Buffalo (1983) - Site Ramsar du delta Paix-Athabasca (1982) - Site Ramsar de l'aire de nidification de la grue blanche (1982) |
| Yoho                                     | Chutes Wapta                             | Colombie-Britannique 51° 30′ N, 116° 30′ O              | 10 octobre 1886   | 1 313,10       | Située à l'ouest des Rocheuses, Yoho est reconnu pour ses schistes de Burgess, qui présentent des fossiles de la faune du Cambrien. On retrouve aussi dans le parc des chutes, des parois rocheuses, des pics enneigées. Il est fréquenté par le grizzli, l'ours noir, le loup et le carcajou. - Site du patrimoine mondial des parcs des montagnes Rocheuses canadiennes (1990) |